# جيم ماكدونالد (لاعب كرة قاعدة)
جيم ماكدونالد (بالإنجليزية: Jim McDonald) هو لاعب كرة قاعدة أمريكي، ولد في 17 مايو 1927 في غرانتس باس في الولايات المتحدة، وتوفي في 23 أكتوبر 2004 في كينغمان في الولايات المتحدة.

## وصلات خارجية
- جيم ماكدونالد على موقعبيزبول رفرنس.كوم (الدوري الرئيسي) (الإنجليزية)